# Estação Lo Cruzat
A Estação Lo Cruzat é uma das estações do Metrô de Santiago situada na comuna de Quilicura. Foi inaugurada em 25 de setembro de 2023.